# Accord nippo-américain de 1907
L'accord nippo-américain de 1907 (日米紳士協約, Nichibei Shinshi Kyōyaku), appelé en anglais Gentlemen's Agreement of 1907, est un accord informel conclu entre les États-Unis et l'empire du Japon par lequel les États-Unis n'imposeront pas de restrictions à l'immigration japonaise, en échange de quoi le Japon n'autoriserait plus l'émigration vers les États-Unis. L'objectif est de réduire les tensions entre les deux nations du Pacifique telles que celles ayant suivi les émeutes raciales de la côte Pacifique de 1907 (en) et la ségrégation des étudiants japonais dans les écoles publiques. L'accord n'est pas un traité et n'a donc pas été voté par le Congrès des États-Unis. Il est remplacé par la loi d'immigration Johnson-Reed de 1924.

## Contexte

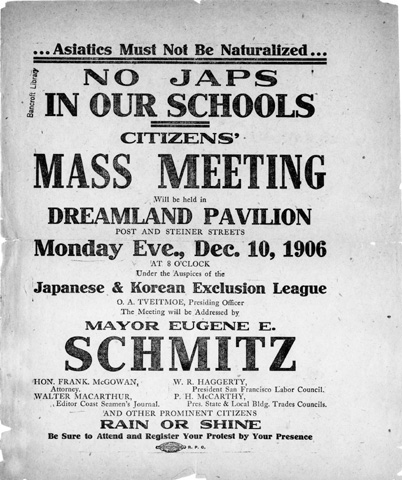
Tract distribué par la Ligue d'exclusion japonaise et coréenne invitant les citoyens de San Francisco à discuter d'un éventuel transfert d'étudiants japonais-américains.

L'immigration chinoise en Californie explose pendant la ruée vers l'or de 1852, mais le strict gouvernement japonais pratique des politiques d'isolement qui contrecarrent l'émigration japonaise. Ce n'est qu'en 1868 que le gouvernement japonais décide de réduire les restrictions, et l'immigration japonaise commence aux États-Unis. De plus, le sentiment anti-chinois motive les entrepreneurs américains à recruter des ouvriers japonais. En 1885, les premiers travailleurs japonais arrivent au Royaume d'Hawaï, alors indépendant.
La plupart des immigrants japonais désirent résider en Amérique de façon permanente et viennent en famille, contrairement à l'immigration chinoise surtout composée de jeunes hommes, dont la plupart repartent rapidement en Chine. Les Japonais s'assimilent rapidement aux normes sociales américaines, comme par exemple pour les vêtements, et beaucoup rejoignent les églises méthodistes et presbytériennes,.
Au fur et à mesure que la population japonaise augmente en Californie, elle devient mal vue par la population qui la considère comme une tentative d'entrisme du Japon. En 1905, la rhétorique anti-japonaise remplit les pages du San Francisco Chronicle, et les Américains d'origine japonaise ne vivent pas seulement dans Chinatown mais dans toute la ville. En 1905, la Ligue d'exclusion japonaise et coréenne est créée et promulgue quatre politiques :
1. Extension de la loi d'exclusion chinoise pour inclure les Japonais et les Coréens.
2. Exclusion par les membres de la Ligue des employés japonais et des entreprises qui emploient des Japonais.
3. Début des pressions sur la commission scolaire pour séparer les enfants japonais des enfants blancs.
4. Lancement d'une campagne de propagande pour informer le Congrès et le président de cette « menace[5] ».

Les tensions montent à San Francisco, et depuis la victoire décisive du Japon contre la Russie en 1905, le Japon exige un traitement d'égal à égal. Le résultat en est une série de six notes communiquées entre le Japon et les États-Unis de la fin de 1907 au début de 1908. La cause immédiate de l'accord est le nativisme pratiqué en Californie. En 1906, le Conseil de l'éducation de San Francisco (en) adopte un règlement selon lequel les enfants d'origine japonaise sont désormais tenus de fréquenter des écoles séparées. À l'époque, les immigrants japonais représentent environ 1 % de la population de Californie, dont beaucoup avaient immigré en vertu d'un traité en 1894 qui assurait une immigration libre en provenance du Japon,.
Par l'accord, le Japon accepte de ne pas délivrer de passeports aux citoyens japonais souhaitant travailler aux États-Unis contigus, éliminant ainsi efficacement la nouvelle immigration japonaise aux États-Unis. En échange, les États-Unis acceptent la présence d'immigrants japonais qui y résident déjà, permettent l'immigration des épouses, des enfants et des parents, et interdisent la discrimination légale contre les enfants américains d'origine japonaise dans les écoles californiennes. Il existe aussi un fort désir de la part du gouvernement japonais de ne pas être traité comme un inférieur. Le Japon ne veut pas que les États-Unis adoptent une législation semblable à celle qui est arrivée aux Chinois en vertu de la loi d'exclusion des Chinois. Le président américain Theodore Roosevelt, qui a une opinion positive du Japon, accepte l'accord tel que proposé, pour éviter des restrictions plus officielles à l'immigration.

## Ségrégation des écoles
À l'époque, il y a 93 élèves japonais répartis dans 23 écoles élémentaires. Pendant des décennies, les politiques séparent les écoles japonaises, mais elles ne sont pas appliquées tant qu'il y a de la place et que les parents blancs ne se plaignent pas. La Ligue d'exclusion japonaise et coréenne se présente à plusieurs reprises devant le conseil scolaire pour se plaindre. La commission scolaire rejette ces réclamations parce qu'il est financièrement impossible de créer de nouvelles installations pour accueillir seulement 93 élèves. Après l'incendie de 1906, la commission scolaire envoie les 93 élèves japonais à l'école primaire chinoise (en) et la renomme « École publique orientale pour les Chinois, les Japonais et les Coréens ». Les transports sont limitées après le tremblement de terre et de nombreux élèves ne peuvent plus fréquenter l'école publique orientale.
De nombreux Américains d'origine japonaise font valoir auprès du conseil scolaire que la ségrégation des écoles va à l'encontre du traité de 1894, qui ne traite pas expressément de l'éducation mais indique que les Japonais en Amérique recevront des droits égaux. En vertu des décisions de contrôle de la Cour suprême des États-Unis (Plessy v. Ferguson, 1896), un État ne viole pas la clause de protection égale de la Constitution des États-Unis en exigeant la ségrégation raciale tant que les installations séparées sont sensiblement égales. Les journaux de Tokyo dénoncent la ségrégation comme une insulte à la fierté et à l'honneur japonais. Le gouvernement japonais veut protéger sa réputation de puissance mondiale. Les responsables gouvernementaux prennent conscience qu'une crise est imminente et qu'une intervention est nécessaire pour maintenir la paix diplomatique.

### Intervention fédérale

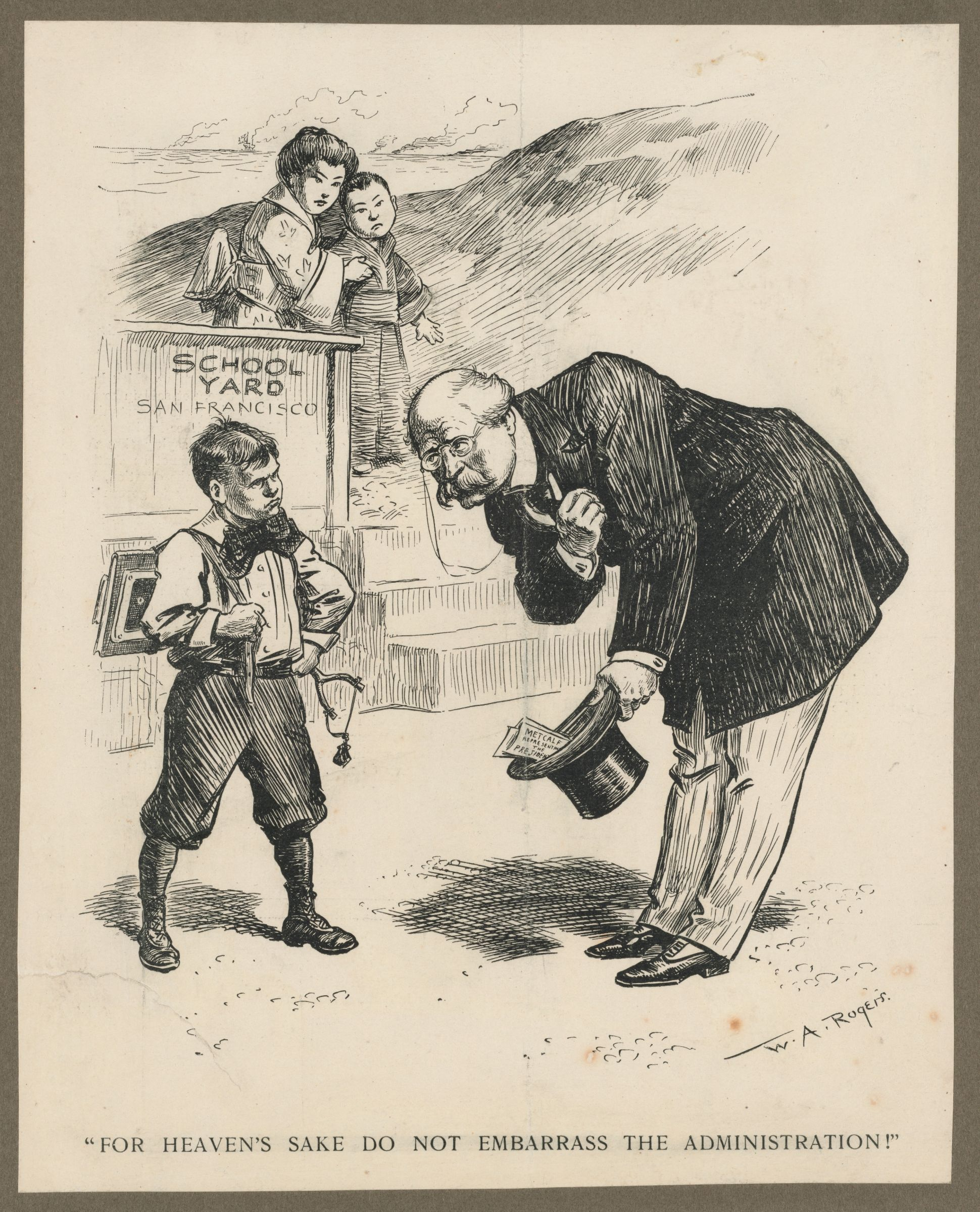
Caricature satirique relative à la décision du de transférer les enfants d'origine japonaise dans une école séparée, 10 novembre 1906.

Le président Roosevelt a trois objectifs pour résoudre la situation : montrer au Japon que les politiques de la Californie ne reflètent pas les idéaux de tout le pays, obliger San Francisco à supprimer les politiques de ségrégation et parvenir à une résolution du problème de l'immigration japonaise. Victor H. Metcalf, Secrétaire au commerce et au travail, est envoyé pour enquêter sur la question et forcer l'annulation des politiques. Il échoue car les responsables locaux veulent l'exclusion des Japonais. Roosevelt tente de faire pression sur la commission scolaire, mais celle-ci ne bouge pas. Le 15 février 1907, les parties parviennent à un compromis. Si Roosevelt peut assurer la suspension de l'immigration japonaise, la commission scolaire permettra aux étudiants américains d'origine japonaise de fréquenter les écoles publiques. Le gouvernement japonais ne veut pas nuire à sa fierté nationale ou subir une humiliation comme le gouvernement Qing en 1882 lors de la promulgation de la loi d'exclusion des Chinois. Il accepte de cesser d'accorder des passeports aux travailleurs tentant d'entrer aux États-Unis à moins que ces travailleurs ne viennent occuper une maison anciennement acquise, pour rejoindre un parent, un conjoint ou un enfant, ou pour assumer le contrôle actif d'une entreprise agricole acquise antérieurement.
Des concessions sont convenues dans une note composée de six points un an plus tard. L'accord est suivi de l'admission d'élèves d'origine japonaise dans les écoles publiques. L'adoption de l'accord de 1907 provoque l'apparition des « photos de mariés (en) », des mariages de complaisance contractés à distance au moyen de photographies. En établissant des liens matrimoniaux à distance, les femmes cherchant à émigrer aux États-Unis peuvent obtenir un passeport et les travailleurs japonais en Amérique peuvent gagner une compagne de leur propre nationalité. En raison de cette disposition, qui contribue à combler l'écart entre les sexes au sein de la communauté d'un ratio de 7 hommes pour 1 femme en 1910 à moins de 2 pour 1 en 1920, la population américano-japonaise continue de croître malgré les limites de l'accord sur l'immigration. Le Gentlemen's Agreement n'est jamais inscrit dans une loi adoptée par le Congrès américain, mais est un accord informel entre les États-Unis et le Japon, promulgué par une action unilatérale du président Roosevelt. Il est annulé par la loi d'immigration Johnson-Reed de 1924, qui interdit légalement à tous les Asiatiques d'émigrer aux États-Unis.